# Амбар у Беркасову
Амбар у Беркасову је грађевина која је саграђена 1836. године. С обзиром да представља значајну историјску грађевину, проглашена је непокретним културним добром Републике Србије. Налази се у Беркасову, под заштитом је Завода за заштиту споменика културе Сремска Митровица.

## Историја
Амбар у Беркасову представља редак пример старијег типа сремских амбара. Саграђен је 1836. године од храстовине у скелетној конструкцији са испуном од тесаних дасака, двосливног крова покривеног бибер црепом за који се може претпоставити да је првобитно био од шиндре. Садржи трем изведен у забатном делу са балконом, стубове трема и балкона, као и профилацију балконске ограде. Спада међу боље примере своје врсте. У централни регистар је уписан 24. фебруара 2004. под бројем СК 1693, а у регистар Завода за заштиту споменика културе Сремска Митровица 12. јануара 2003. под бројем СК 151.